# 기사계첩 (보물 제638호)
기사계첩(耆社契帖)은 70세 이상의 노신들을 우대하는 뜻에서 만들어진 기사의 모임 장면과, 그들의 초상 등으로 꾸민 화첩으로 비단 바탕에 채색되어 있는 기록화이다. 이화여자대학교 박물관에서 소장하고 있으며, 1978년 12월 7일 대한민국의 보물 제638호로 지정되었다.

## 개요

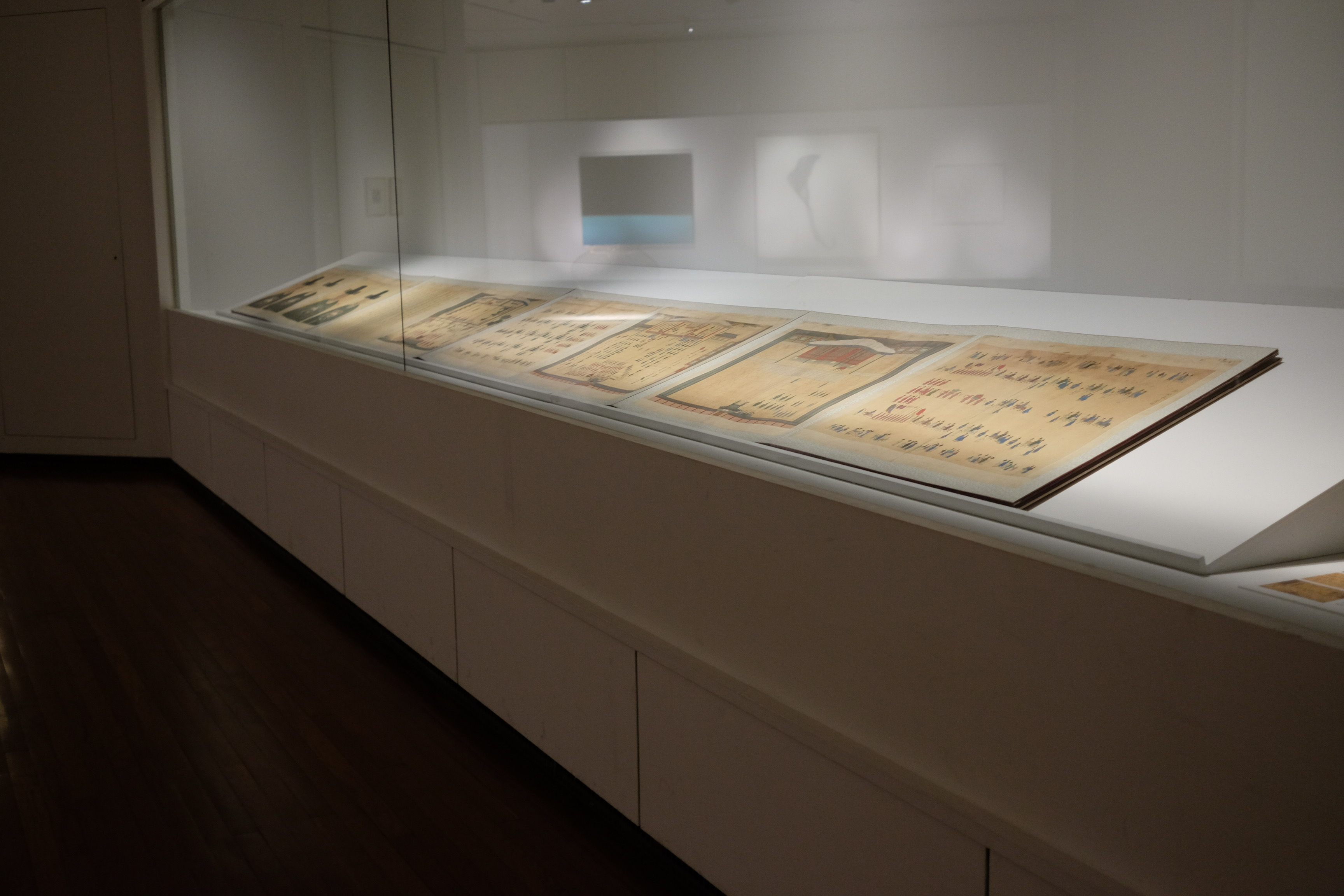
이화여자대학교 박물관에 실제 전시되어 있는 모습.

<기사계첩(耆社契帖)>은 70세 이상의 노신들을 우대하는 뜻에서 만들어진 기사의 모임 장면과, 그들의 초상 등으로 꾸민 화첩으로 비단 바탕에 채색되어 있으며, 가로 76cm, 세로 59.5cm 크기이다.
숙종 45년(1719)에 왕과 기로소 신하들의 모임을 기념하기 위한 것으로 임방의 서문으로부터 시작하여 왕의 시문, 전체내용을 요약한 김유의 발문과 참석명단 및 행사장면의 그림 등으로 구성되어 있다. 또한 화첩에는 이유·임방 등 참석자 10인의 반신상 초상과 스스로 쓴 축시 및 화원의 명단 등도 포함되어 있다. 모두 12권인데, 한 권만 기로소에 보관하고 나머지는 참석한 사람들이 각자 소유하였다.
김진여 등 여러 화원이 참여하여 숙종 46년(1720)에 완성한 이 화첩에서의 초상은 반신상이며 화법에 있어서 18세기 초의 전형적인 초상화법을 잘 보여주고 있다. 또한 같은 종류의 화법 중에서 시대가 가장 오래된 것으로 주목받고 있다.

## 같이 보기
- 기사계첩

## 참고 자료
- 기사계첩 - 국가유산청 국가유산포털
- 기사계첩 - 이화여자대학교 박물관
- 기사계첩 - 이화여자대학교 박물관